# Windhaag bei Perg
Windhaag bei Perg – gmina w Austrii, w kraju związkowych Górna Austria, w powiecie Perg. Liczy 1447 mieszkańców (1 stycznia 2015).